# Tenuiphantes perseus
Tenuiphantes perseus är en spindelart som först beskrevs av van Helsdingen 1977.  Tenuiphantes perseus ingår i släktet Tenuiphantes och familjen täckvävarspindlar.
Artens utbredningsområde är Iran. Inga underarter finns listade i Catalogue of Life.